# 975
Évszázadok: 9. század – 10. század – 11. század
Évtizedek: 920-as évek – 930-as évek – 940-es évek – 950-es évek – 960-as évek – 970-es évek – 980-as évek – 990-es évek – 1000-es évek – 1010-es évek – 1020-as évek
Évek: 970 – 971 – 972 – 973 –  974 – 975 – 976 – 977 – 978 – 979 – 980

## Események
- II. Ottó hadjárata II. Boleszláv cseh fejedelem ellen
- Az olmützi püspökség megalapítása

## Halálozások
- július 8. – I. Edgár angol király (* 943)
- az év folyamán – Hrotsvitha von Gandersheim Benedek-rendi apáca, az első ismert német költőnő